# Ulf Isaksson
Ulf Isaksson, född 19 mars 1954, död 25 december 2003, var en svensk ishockeyspelare.
Han gjorde 68 Landskamper och vann VM-silver 1981. Han vann SM-guld 1982 och 1984 och SM-silver 1978 och 1981. Han blev uttagen i svenska all star team som röstas fram av svenska idrottsjournalister 1982. Han fick Stora grabbars och tjejers märke i ishockey nummer 116.

## Klubbar under karriären[1]
- Rosersbergs IK (1971-1972)
- Väsby IK (1972-1973)
- AIK (1973-1982)
- Los Angeles Kings (NHL) (1982-1983)
- New Haven Nighthawks (AHL) (1982-1983)
- AIK (1983-1985)
- RA 73 (1985-1988)